# Snowdonia

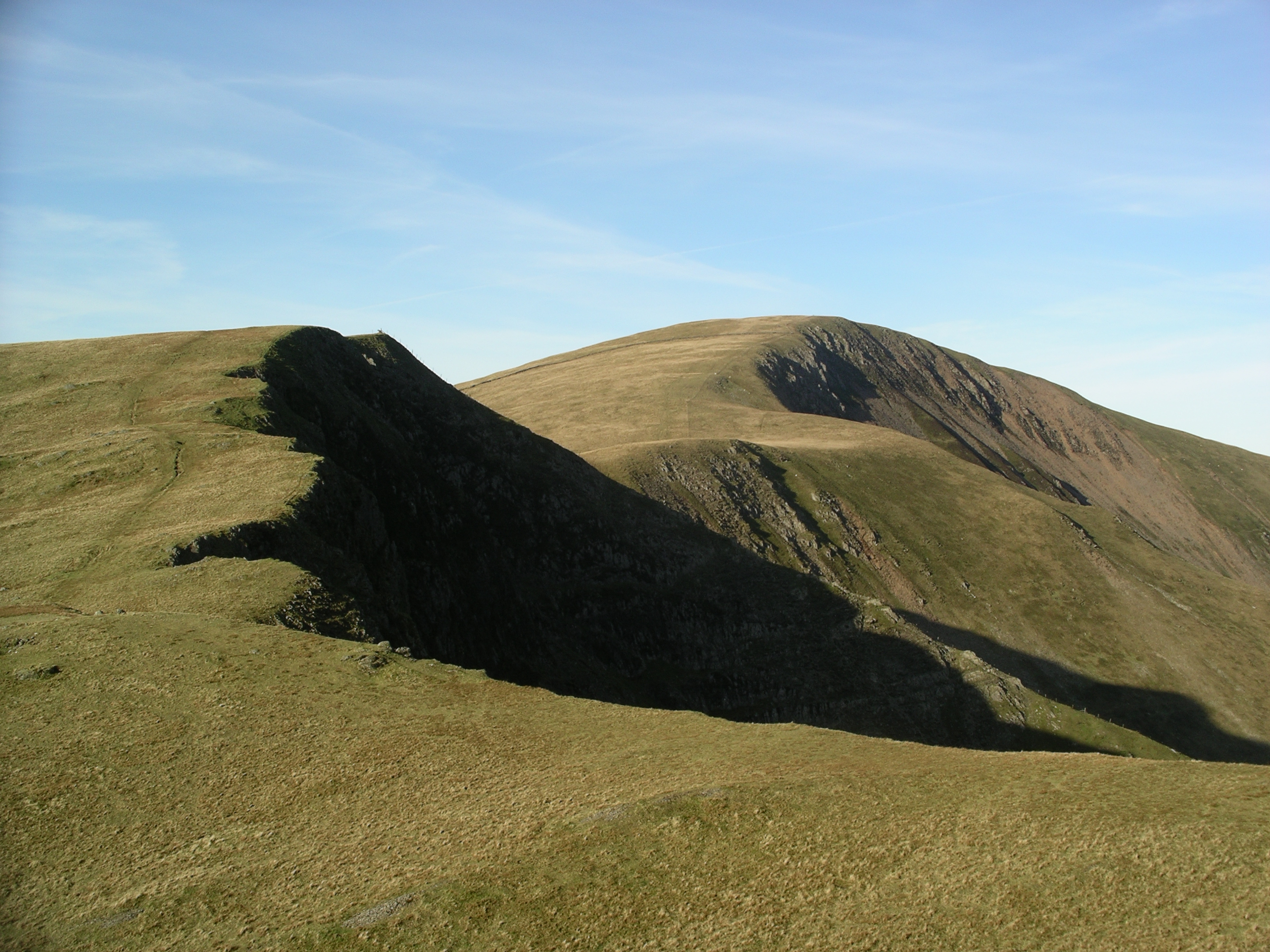
Pohoří Moel Eilio

Snowdonia  (velšsky Eryri) je národní park v severní části Walesu, poblíž města Conwy. Jeho rozloha činí 2170 km² a byl vyhlášen v roce 1951. Sestává z více menších pohoří – od západu Moel Hebog, Mynydd Mawr, Nantlle Ridge, masiv Snowdonu, Glyderau a Carneddau. Nejvyšší hora je Snowdon, jejíž vrchol dosahuje výšky 1085 m n. m., je zároveň nejvyšší horou Walesu a je i vyšší než nejvyšší hora Anglie, Scafell Pike (977 m n. m.). Téměř k jeho vrcholu se lze pohodlně dostat úzkorozchodnou železnicí. Stejně jako většina rozlohy Britských ostrovů, národní park se vyznačuje téměř nulovým zalesněním. V nižších polohách rostou menší dřeviny, ve vyšších traviny, mechy a lišejníky, nejvyšší vrcholy jsou často pokryty pouze kamením. Na území národního parku, který je třetím nejnavštěvovanějším parkem v celém Spojeném království, žije přes 26 000 lidí, z nichž 62 % mluví velšsky.